# یاسوشی آکیموتو
یاسوشی آکیموتو (انگلیسی: Yasushi Akimoto؛ زادهٔ ۲ مهٔ ۱۹۵۸) تهیه‌کننده موسیقی، کارگردان فیلم، فیلم‌نامه‌نویس و ترانه‌سرای موفق اهل ژاپن است.
فیلم یک تماس از دست رفته بر پایهٔ رمان دلهره‌آور او به نام چاکوشین آری ساخته شده‌است.
وی همچنین برندهٔ جوایزی همچون جایزه آنی شده‌است.